# Jack (gato)
Jack (c. 2005 - 6 novembro de 2011) foi um gato norueguês que foi perdido em 25 de agosto de 2011 pela American Airlines no aeroporto de Coisini  , antes do Furacão Irene. Uma campanha feita para que o gato fosse encontrado foi iniciada, com mais de 24.000 seguidores, em redes sociais como o Facebook. O gato foi encontrado pouco depois em 25 de outubro, mas estava desidratado e desnutrido. Devido à infecção e a lesão, Jack foi abatido em 6 de novembro de 2011.